# Гейбриъл Колко
Гейбриъл Морис Колко (на английски: Gabriel Morris Kolko) е американски историк, работил дълго време в Канада.
Роден е на 17 август 1932 година в Патърсън, Ню Джърси, в еврейско учителско семейство. Получава бакалавърска степен от Кентския щатски университет (1954), магистърска степен от Уисконсинския университет (1955) и докторска степен от Харвардския университет (1962). Преподава в Пенсилванския университет и Нюйоркския щатски университет – Бъфало, а от 1970 година до края на живота си – в Йоркския университет в Торонто. Той е един от водещите историографи на движението Нова левица, както и един от най-известните представители на историческия ревизионизъм.
Гейбриъл Колко умира чрез евтаназия на 19 май 2014 година в Амстердам.